# 劉紳 (成化丁未進士)
劉紳（1454年—？），字佩教，山東萊州府掖縣人，民籍，明朝政治人物。

## 生平
成化十三年（1477年）丁酉科山東鄉試第十四名舉人。成化二十三年（1487年）中式丁未科會試第二百三十八名，三甲第二百三十名進士。弘治五年（1492年）七月实授廣西道監察御史，巡按山西，曾因天变，建白時政得失，多见采纳。十四年（1501年）巡按陕西，平反刑狱者甚众。十六年十月升雲南按察司副使，卒于官。

## 家族
曾祖劉仲賢；祖父劉奉；父親劉聦，曾任主簿。母趙氏。慈侍下。